# Aporodesminus dorsilobus
Aporodesminus dorsilobus är en mångfotingart som beskrevs av Carl Graf Attems 1914. Aporodesminus dorsilobus ingår i släktet Aporodesminus och familjen fingerdubbelfotingar. Inga underarter finns listade i Catalogue of Life.